# Золотая женщина (фильм)
«Золотая жена» — кинофильм 1920 года. Премьера состоялась 13 ноября 1920 года.

## Сюжет
На вилле богатого семейства Кодеш происходит ссора между отцом и сыном, который хочет жениться на достойной, но бедной девушке. Отец угрожает сыну, а тот в отместку уходит из дома. Отчаявшись вернуть сына, отец обращается за помощью к соседскому семейству Орликов. Орлик рассказывает ему собственную историю о том, как он, богатый купец, полюбил простую девушку. Счастье продолжалось недолго. Вскоре их ребёнок умер, а Орлик разорился. Тем не менее, верная и любящая жена помогла ему выстоять, и вскоре к нему вернулось богатство. Выслушав эту историю, Кодеш благословляет брак своего сына.

## Интересные факты
[Фильмы Чехословакии] были построены по стандартам коммерческого кинематографа <…> Использовались приёмы американского кинематографа — динамичность, обилие трюков («Золотая женщина», 1920, и «Сын гор», 1925, оба реж. В. Ставинского)…